# Tribunale militare
Un tribunale militare è un tribunale competente a giudicare i membri delle forze armate, in materia di reati previsti dai codici penali militari di guerra e di pace.

## Competenza
I tribunali militari in tempo di guerra hanno la giurisdizione stabilita dalla legge. In tempo di pace hanno giurisdizione soltanto per i reati militari commessi da appartenenti alle forze armate di uno Stato.

## Nel mondo

### Italia
L'organizzazione della magistratura militare italiana, ai sensi della legge 24 dicembre 2007 n. 244, art. 2, comma 603 e ss., era così articolata:
- tre Tribunali militari: Verona, Roma e Napoli. Questa la competenza:
  - il Tribunale militare e la Procura militare di Verona hanno la competenza territoriale relativa alle regioni Valle d'Aosta, Piemonte, Liguria, Lombardia, Trentino-Alto Adige, Veneto, Friuli-Venezia Giulia, Emilia-Romagna;
  - il Tribunale militare e la Procura militare di Roma hanno la competenza territoriale relativa alle regioni Toscana, Umbria, Marche, Lazio, Abruzzo e Sardegna;
  - il Tribunale militare e la Procura militare di Napoli assumono la competenza territoriale relativa alle regioni Molise, Campania, Puglia, Basilicata, Calabria e Sicilia;
- una Corte militare di appello, a Roma, unica per tutto il territorio nazionale.
- un Tribunale militare di Sorveglianza, con competenza unica su tutto il territorio nazionale e con sede a Roma.

Sono soppressi in tempo di pace numerosi organi giudiziari militari, quali Tribunali militari di bordo, Tribunali militari presso forze armate concentrate, o presso Corpi di spedizione all'estero; il Tribunale supremo militare. Le funzioni del Tribunale supremo militare sono oggi esercitate dalla Corte Suprema di Cassazione.
Oggi le circoscrizioni giudiziarie, i tribunali e la loro composizione e le aree territoriali di giurisdizione sono disciplinate dal I libro, II titolo, capo VI del d.lgs 15 marzo 2010 n, 66 ("Codice dell'ordinamento militare").